# Atletismo nos Jogos Pan-Americanos de 1991 - 800 m feminino
As provas dos 800 m feminino nos Jogos Pan-Americanos de 1991 foram realizadas em 7 e 8 de agosto em Havana, Cuba.

## Medalhistas
| Ouro                        | Prata                         | Bronze                              |
| Ana Fidelia Quirot CUB Cuba | Alisa Hill USA Estados Unidos | Celeste Halliday USA Estados Unidos |

## Resultados

### Final
| Posição           | Nome               | Nacionalidade         | Tempo   | Notas |
| ----------------- | ------------------ | --------------------- | ------- | ----- |
| Medalha de ouro   | Ana Fidelia Quirot | CUB Cuba              | 1:58.71 |       |
| Medalha de prata  | Alisa Hill         | USA Estados Unidos    | 1:59.99 |       |
| Medalha de bronze | Celeste Halliday   | USA Estados Unidos    | 2:01.41 |       |
| 4                 | Letitia Vriesde    | SUR Suriname          | 2:01.46 |       |
| 5                 | Inez Turner        | JAM Jamaica           | 2:02.68 |       |
| 6                 | Daisy Ocasio       | PUR Porto Rico        | 2:05.46 |       |
| 7                 | Adina Valdez       | TRI Trinidad e Tobago | 2:07.86 |       |
| 8                 | Cathy Rattray      | JAM Jamaica           | 2:08.21 |       |